# Norilsk Nickel
Norilsk Nickel eller Nornickel er et russisk mineselskab og metalvirksomhed. De har væsentlige aktiver indenfor nikkel, palladium og kobber. Deres væsentligste aktiver er i Norilsk–Talnakh nær Jenisej-floden i det nordlige Sibirien, deres hovedkvarter er i Moskva.
Norilsk Nickel er verdens største producent af nikkel og den 11. største producent af kobber.
I 2021 var de største aktionærer Vladimir Potanin's Olderfrey Holdings Ltd (34,59 %) og Oleg Deripaska's Rusal (27,82 %).